# Michel Vanhaecke
Michel Vanhaecke (Bruges, 24 de setembre de 1971) va ser un ciclista belga que fou professional entre 1993 i 2004.

## Palmarès
- 1991
  - 1r a la Fletxa del port d'Anvers
- 1992
  - 1r a la De Drie Zustersteden
- 1996
  - 1r al Circuit del País de Waes
- 1997
  - 1r a la Brussel·les-Ingooigem
  - 1r a Le Samyn
- 1999
  - 1r a la Fletxa costanera
  - 1r al Campionat de Flandes
- 2000
  - 1r a la Fletxa de Haspengouw
  - 1r al Gran Premi de la vila de Zottegem
  - 1r a la Druivenkoers Overijse
  - Vencedor d'una etapa al Tour del Somme
- 2001
  - 1r a la Fletxa del port d'Anvers
  - 1r a la Nokere Koerse
- 2003
  - Vencedor d'una etapa a la Cursa de la Solidaritat Olímpica